# Stephanie Leonidas
Stephanie Leonidas (Londen, 14 februari 1984) is een Brits actrice van Grieks-Cypriotisch afkomst.
Ze speelde in de televisie dramaserie Daddy's Girl en recenter in Neil Gaiman's MirrorMask in de dubbelrol van Helena en de Dark Princess. In 2006 speelde ze in Kruistocht in spijkerbroek als Jenne en in een nieuwe BBC vertolking van Dracula. In Nederland werd ze vooral bekend door haar rol in Kruistocht in spijkerbroek. In 2019 speelt ze de minnares Violetta van Morse in de driedelige 7e jaargang van Endeavour. In 2020 was ze te zien in een nieuwe detective-versie van Van der Valk (televisieserie).
Haar broers Dimitri en Shane en zusje Georgina zijn ook acteurs.